# Jan Wasiewicz
Jan Wasiewicz (Leopoli, 6 gennaio 1911 – Buenos Aires, 9 novembre 1976) è stato un calciatore polacco, di ruolo centrocampista.

## Carriera
Prese parte con la Nazionale polacca ai Giochi Olimpici del 1936 ed ai Mondiali del 1938.